# دانييل راي هال
دانييل راي هال (بالإنجليزية: Daniel Ray Hull)‏ هو مهندس المناظر الطبيعية أمريكي، ولد في 29 أبريل 1890، وتوفي في 1964.